# Рудзиньская, Михалина
Михали́на Рудзиньская (пол. Michalina Rudzińska; род. 22 января 2002 года) — польская шахматистка, двухкратная победительница чемпионата Польши по шахматам среди женщин (2022, 2023), гроссмейстер среди женщин (2024).

## Шахматная карьера
Михалина Рудзиньская уже в юном возрасте стала успешной шахматисткой. В 2009 году в Хотове она заняла 2-е место на чемпионате Польши по шахматам среди дошкольников. Михалина Рудзиньская выиграла три медали юношеского чемпионата Польши по шахматам среди девушек: золото (Мендзыздрое 2010 г. — группа до 8 лет) и две серебряные медали (Ястржебя Гура 2018 год — группа до 16 лет, Шклярска-Поремба 2019 год — группа до 18 лет). Двукратный призер чемпионата Европы по быстрым шахматам среди девушек: серебро (Таллин 2019 год — группа до 18 лет) и бронза (Таллин 2014 год — группа до 12 лет), а также девятикратный призер чемпионата Польши по быстрым шахматам среди девушек. Михалина Рудзиньская представляла Польшу на Юношеском чемпионате мира по шахматам (2 раза) и Юношеском чемпионате Европы по шахматам (4 раза), добившись своего лучшего результата в 2018 году в Халкидики, где заняла 8-е место на чемпионате мира среди девушек в группа до 16 лет.
В 2018 году она выиграла Опен турнир «Звезда Севера» в Ястшембя-Гуре. В 2020 году в Покшивне Михалина Рудзиньская завоевала титул чемпионки Польши среди юниорок до 20 лет, а на следующем году в этом турнире (Покшивна 2021) завоевала серебряную медаль. В 2021 году Михалина Рудзиньская дебютировала в Чемпионате Польши по шахматам среди женщин в Быдгоще и заняла 9-е место. Наибольший успех в ее карьере на данный момент был достигнут в 2022 году в Крушвице, где она завоевала титул чемпионки Польши по шахматам среди женщин, выполнив при этом первую норму на звание женского гроссмейстера (WGM). Это достижение было совсем неожиданном, так как в турнире из 10 польских шахматисток Михалина Рудзиньская имела самый низкий рейтинг ФИДЕ и самый низкий шахматный титул. Кроме того, она выиграла чемпионат после 8 туров, то есть за тур до конца турнира. В 2023 году она защитила титул чемпионки Польши по шахматам среди женщин, выиграв чемпионат в Варшаве.

## Изменения рейтинга
| Графики недоступны из-за технических проблем. См. информацию на Фабрикаторе и на mediawiki.org. |